# Élections législatives de 1986 dans l'Aube
Les élections législatives françaises de 1986 ont lieu le 16 mars 1986. Dans le département de l'Aube, trois députés sont à élire dans le cadre d'un scrutin proportionnel par liste départementale à un seul tour.

## Élus
| Député élu      |  | Parti    |
| --------------- |  | -------- |
| Robert Galley   |  | RPR      |
| Pierre Micaux   |  | UDF (PR) |
| Michel Cartelet |  | PS       |

## Listes en présence

### Extrême gauche (MPPT)
| N° | Candidats            | Parti | Parti | Principales fonctions      |
| -- | -------------------- | ----- | ----- | -------------------------- |
| 01 | Jean-Pierre Barrois  |       | MPPT  | Professeur d'anglais       |
| 02 | Christophe Rubini    |       | MPPT  | Professeur de dessin d'art |
| 03 | Jean-Jacques Guipont |       | MPPT  | Employé                    |
|    |                      |       |       |                            |
| 04 | Maria Bernaud        |       | MPPT  | Institutrice               |
| 05 | Gérard Blanchard     |       | MPPT  | Chômeur                    |

### Parti communiste français
| N° | Candidats           | Parti | Parti | Principales fonctions                             |
| -- | ------------------- | ----- | ----- | ------------------------------------------------- |
| 01 | Georges Didier      |       | PCF   | Conseiller général et maire de Romilly-sur-Seine  |
| 02 | Marie-Noëlle Lhomme |       | PCF   | Professeur                                        |
| 03 | Pierre Rahon        |       | PCF   | Conseiller général et maire de Brienne-le-Château |
|    |                     |       |       |                                                   |
| 04 | Sylvie Corre        |       | PCF   | Conseillère municipale de Troyes                  |
| 05 | Yves Hubschwerlin   |       | PCF   | Adjoint au maire de Bar-sur-Seine                 |

### Parti socialiste
| N° | Candidats        | Parti | Parti | Principales fonctions                                   |
| -- | ---------------- | ----- | ----- | ------------------------------------------------------- |
| 01 | Michel Cartelet  |       | PS    | Député sortant et adjoint au maire de Romilly-sur-Seine |
| 02 | Guy Charpentier  |       | PS    | Conseiller municipal de Saint-Julien-les-Villas         |
| 03 | Huguette Le Goas |       | PS    | Conseillère municipale de Troyes                        |
|    |                  |       |       |                                                         |
| 04 | Jean Galan       |       | PS    | Conseiller municipal de Pont-Sainte-Marie               |
| 05 | Bernard Helle    |       | PS    | Conseiller municipal de Bar-sur-Aube                    |

### Opposition (RPR-UDF-DVD)
| N° | Candidats       | Parti | Parti    | Principales fonctions                                              |
| -- | --------------- | ----- | -------- | ------------------------------------------------------------------ |
| 01 | Robert Galley   |       | RPR      | Député sortant, conseiller général et maire de Troyes              |
| 02 | Pierre Micaux   |       | UDF-PR   | Député sortant, conseiller général et maire de Vendeuvre-sur-Barse |
| 03 | Philippe Adnot  |       | DVD      | Conseiller général                                                 |
|    |                 |       |          |                                                                    |
| 04 | Alain Coillot   |       | UDF-Rad. | Conseiller général et maire de Sainte-Savine                       |
| 05 | Jacques Garreau |       | RPR      | Conseiller général et conseiller municipal de Bar-sur-Seine        |

### Extrême droite (FN)
| N° | Candidats                    | Parti | Parti | Principales fonctions          |
| -- | ---------------------------- | ----- | ----- | ------------------------------ |
| 01 | Marcel Chéreil de la Rivière |       | FN    | Courtier en assurances         |
| 02 | Maurice Lavigne              |       | FN    | Retraité, maire de La Rothière |
| 03 | Francis Niess                |       | FN    | Cadre                          |
|    |                              |       |       |                                |
| 04 | Jeannine Prugnot             |       | FN    | Technicienne en bonneterie     |
| 05 | Roger Jollard                |       | FN    | Retraité                       |

### Extrême droite (POE)
| N° | Candidats        | Parti | Parti | Principales fonctions |
| -- | ---------------- | ----- | ----- | --------------------- |
| 01 | Emmanuel Grenier |       | POE   | Électronicien         |
| 02 | Guy Carenco      |       | POE   | Retraité              |
| 03 | Abdoul Sarr      |       | POE   | Informaticien         |
|    |                  |       |       |                       |
| 04 | Yasmina Baha     |       | POE   | Coiffeuse             |
| 05 | Eugénie Alécian  |       | POE   | Pianiste              |

### Sans étiquette (Initiative 86)
| N° | Candidats         | Parti | Parti | Principales fonctions    |
| -- | ----------------- | ----- | ----- | ------------------------ |
| 01 | Marina Devillers  |       | I86   | Psychologue              |
| 02 | Eugénie Lehnert   |       | I86   | Secrétaire trilingue     |
| 03 | Mariannick Dubois |       | I86   |                          |
|    |                   |       |       |                          |
| 04 | Jacques Carrier   |       | I86   | Représentant de commerce |
| 05 | Fabrice Bécot     |       | I86   | Ingénieur                |

## Résultats

### Résultats à l'échelle du département
| Liste Parti politique | Liste Parti politique                                                                                            | Tête de liste                | Tour unique | Tour unique | Sièges |
| Liste Parti politique | Liste Parti politique                                                                                            | Tête de liste                | Voix        | %           | Sièges |
| --------------------- | --- | ---------------------------- | ----------- | ----------- | ------ |
|                       | Liste d'union RPR-UDF Rassemblement pour la République (UDF - DVD)                                               | Robert Galley                | 67 400      | 48,75       | 2      |
|                       | Pour une majorité de progrès avec le président de la République Parti socialiste                                 | Michel Cartelet              | 41 353      | 29,91       | 1      |
|                       | Liste présentée par le Parti communiste français Parti communiste français                                       | Georges Didier               | 13 209      | 9,55        | 0      |
|                       | Liste de Rassemblement national présentée par le Front national Front national                                   | Marcel Chéreil de la Rivière | 13 197      | 9,54        | 0      |
|                       | Liste du Parti ouvrier européen Extrême droite (Parti ouvrier européen)                                          | Emmanuel Grenier             | 1 143       | 0,82        | 0      |
|                       | Liste du Mouvement pour un parti des travailleurs Aube Extrême gauche (Mouvement pour un parti des travailleurs) | Jean-Pierre Barrois          | 1 071       | 0,77        | 0      |
|                       | Initiative 86 - Entreprendre et réussir la France de l'an 2000 Sans étiquette                                    | Mme de Villers               | 865         | 0,62        | 0      |
|                       | |                              |             |             |        |
| Inscrits              | Inscrits | Inscrits                     | 191 227     | 100,00      | 3      |
| Abstentions           | Abstentions | Abstentions                  | 45 522      | 23,80       |        |
| Votants               | Votants | Votants                      | 145 705     | 76,19       |        |
| Blancs et nuls        | Blancs et nuls                                                                                                   | Blancs et nuls               | 7 467       | 5,12        |        |
| Exprimés              | Exprimés | Exprimés                     | 138 238     | 94,87       |        |